# Nicholis Louw
Nicholis Louw (født 30. december 1979) er en sydafrikansk pop- og operasanger. Et af hans mest kendte musiknumre er: "Net die een vir my" (En sang der er kopieret fra den originale "Dragostea din tei" af O-zone).
Den 12. juli 2014 giftede han sig med Denise Shrewsbury.

## Diskografi

### Album
- 2003: My Hart Is Aan Die Brand
- 2005: Rock Daai Lyfie
- 2007: Hier Naby Jou
- 2008: Vergeet en Vergewe
- 2008: Elvis On My Mind
- 2009: Energie
- 2011: Ek Is Daar Vir Jou
- 2012: Gebed Van 'n Sondaar
- 2014: So Rock Ons Die Wêreld Reg

DVD'er
- 2006: Rock Daai Lyfie
- 2009: Intiem Met... Nicholis Louw

### Singler
(Selective)
- 2007: "Hier naby jou"
- 2008: "Vergeet en Vergewe"
- 2009: "Welkom by my party"
- 2009: "Hoe ver sal jy gaan"
- 2009: "Generaal"
- 2009: "Ek wil my baby he vanaand"
- 2010: "Nommer asseblief"
- 2010: "Water jou mond"
- 2011: "Ek is daar vir jou"
- 2010: "Emmers vol liefde"
- 2012: "Net 'n Mens"
- 2014: "Bring die storm"